# Castelo de Alcudia de Veo
O Castelo de Alcudia de Veo, também denominado como Castelo de L´Alcudia de Veo ou Castelo de Veo, localiza-se no município de Alcudia de Veo, na província de Castellón, na comunidade autónoma da Comunidade Valenciana, na Espanha.

## História
Implantado em posição dominante sobre a povoação de Alcudia, à margem esquerda do rio Veo, este castelo tem origem muçulmana, quando se constituía numa propriedade rural (o nome "alcudia de veo" significa "cabana" ou "celeiro").
No contexto da Reconquista cristã da Península Ibérica, foi conquistado tardiamente. O castelo e seus domínios pertenceram à Casa de Jérica. Integrava o Alcadiazgo de Eslida que comprendia os castelos de Eslida, Aín, Sueras, Veo e Jinquer (ou Xinquer). A povoação de Alcudia era uma das três que se acham no termo municipal de Alcudia de Veo, sendo as demais a de Jinquer (ou Xinquer), hoje desabitada, e a de Veo.
A região foi abandonada por sua população mourisca após o decreto de expulsão em 1609, sendo a partir de então repovoada por cristãos.
Actualmente em ruínas, o castelo integra o Parque Natural da Serra de Espadán.

## Características
Apresenta planta irregular, composto por vários recintos muralhados. O exterior conserva traços da arquitectura muçulmana, com torres de planta quadrada com quatro alturas, encimadas por ameias com seteiras, em taipa. A este recinto acrescentou-se, já sob o domínio cristão, um torreão de planta circular, em alvenaria de pedra (a chamada torre de menagem), com uma cerca defensiva. Este segundo conjunto defensivo está situado em maior altura e também tem um recinto anexo para defesa da população. Diante deste último recinto existe um outro, intermediário, talvez o original muçulmano, em taipa e revestido de alvenaria em alguns trechos, configurando um duplo cinturão defensivo que margeia o limite da elevação.